# Émission thermoionique
 (novembre 2016).
Si vous disposez d'ouvrages ou d'articles de référence ou si vous connaissez des sites web de qualité traitant du thème abordé ici, merci de compléter l'article en donnant les références utiles à sa vérifiabilité et en les liant à la section « Notes et références ».

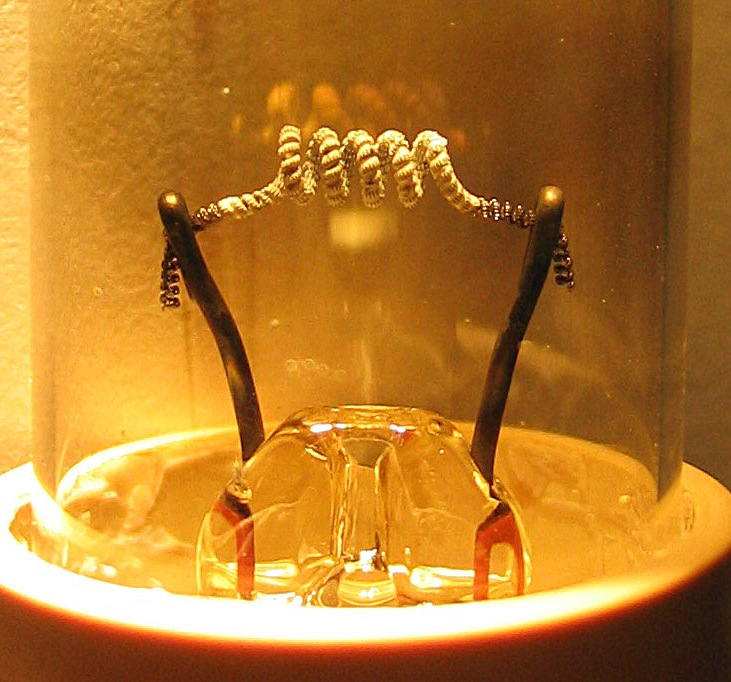
Gros plan du filament d'une lampe à vapeur de mercure basse pression à cathode chaude, montrant dans sa partie centrale l'enrobage blanc (typiquement constitué d'un mélange d'oxydes de baryum, strontium et calcium) responsable de l'émission thermoïonique. Au cours d'une utilisation normale, cet enrobage subit une érosion (cf. procédé de pulvérisation cathodique) qui finit souvent par conduire à une panne de la lampe.

Une émission thermoïonique (ou émission thermoélectronique) est un flux d'électrons provenant d'un métal ou d'un oxyde métallique, qui est provoqué par les vibrations des atomes dues à l'énergie thermique lorsque ceux-ci parviennent à surmonter les forces électrostatiques. L'effet croît de manière importante avec l'augmentation de la température, mais est toujours présent pour les températures au-dessus du zéro absolu. Les particules chargées étaient appelées « thermions » avant que l'on découvre qu'il s'agissait d'électrons.

## Histoire
Cet effet est rapporté en 1873 par Frederick Guthrie en Grande-Bretagne, alors qu'il effectue un travail sur les objets chargés électriquement. Le professeur Guthrie découvre qu'une sphère de fer chauffée au rouge et chargée négativement perd sa charge. Il découvre aussi que cela ne se produit pas si la sphère possède une charge positive. 
Johann Wilhelm Hittorf étudie, lui, la conductibilité de l’air au voisinage des métaux chauffés au rouge, lorsqu'il constate le même phénomène dans l’action de l’électricité sur les gaz raréfiés. Grâce à l'émission thermoélectrique, il devint possible de créer de façon simple un courant électrique dans un tube où l'on a pratiqué un vide complet : on sait en effet depuis Peltier que les métaux portés à incandescence émettent de l'électricité ; mais tant que l'émission thermoélectronique ne pouvait être mesurée que dans l'air, les résultats ne donnaient rien d'exploitable à cause des difficultés liées à la convection des gaz. L'obtention de faisceaux électroniques non perturbés prend toutefois encore un peu de temps, parce que les métaux chauffés dégagent eux-mêmes des gaz qui dégradent le vide créé dans un tube électronique ; le problème n'est résolu qu'avec l'utilisation d'électrodes en tungstène (1913). Les tubes électroniques connaissent bientôt une multitude d'applications techniques, comme le redressement du courant alternatif, l'amplification de signaux faibles en TSF ou la génération d'ondes porteuses non atténuées dans l'émission radio.
Owen Richardson travaille sur l'émission thermoïonique et reçoit le prix Nobel de physique en 1928 « Pour son travail sur le phénomène thermoionique et plus spécialement pour la découverte de la loi portant maintenant son nom ».

## Loi de Richardson
Dans chaque métal, un ou deux électrons libres peuvent se déplacer d'un atome à un autre. Cela est parfois appelé « mer d'électrons ». Leur énergie suit une distribution statistique, au lieu d'être uniforme, et sous certaines conditions un électron peut avoir une énergie suffisante pour quitter le métal sans y revenir. L'énergie minimum nécessaire pour qu'un électron puisse quitter la surface est appelée le travail de sortie et varie d'un métal à l'autre. Pour les tubes électroniques, une fine couche d'oxyde métallique est souvent appliquée à la surface du métal pour obtenir un travail de sortie plus bas, ce qui facilite le départ des électrons de la surface.
L'équation de Richardson énonce que la densité de courant émis J (A/m2) est reliée à la température T par l'équation :
{\displaystyle J=A_{G}T^{2}e^{-W \over kT}}
Où T est la température du métal en kelvins, W est le travail de sortie du métal en électrons-volts, k est la constante de Boltzmann et AG la constante de Richardson. Du fait de l'exponentielle dans l'équation, le courant émis augmente rapidement avec la température, à mesure que kT se rapproche de W (pratiquement tout métal fond avant que kT n'atteigne W), et tend à devenir proportionnel au carré de celle-ci pour les températures élevées.
Les équations de l'émission thermoïonique sont importantes dans la conception des semi-conducteurs.
De 1911 à 1930, comme la compréhension physique du comportement des électrons dans les métaux augmente, plusieurs expressions théoriques sont proposées pour AG par Richardson, Dushman, Fowler, Sommerfeld et Nordheim. Au début du XXIe siècle, la forme précise de cette expression est encore débattue par les spécialistes théoriques, mais il est convenu que AG devrait s'écrire sous la forme :
{\displaystyle A_{\mathrm {G} }=\;\lambda _{\mathrm {R} }A_{0}}
où λR est un facteur correctif lié au matériau (d'une valeur proche de 0,5) et A0 est une constante universelle donnée par
{\displaystyle A_{0}={4\pi mk^{2}e \over h^{3}}=1.20173\times 10^{6}\,\mathrm {A\,m^{-2}\,K^{-2}} }
où m et e représentent la masse et la charge de l'électron, et h est la constante de Planck.
Vers 1930, il y avait déjà accord sur le fait que, à cause de la nature ondulatoire de l'électron, une partie rav des électrons sortants sont réfléchis lorsqu'ils atteignent la surface de l'émetteur, ce qui réduit la densité du courant d'émission : λR aurait la valeur (1-rav). C'est pourquoi l'équation de l'émission thermoionique est parfois écrite
{\displaystyle J=(1-r_{\mathrm {av} })A_{0}T^{2}\mathrm {e} ^{-W \over kT}}.
Cependant, un traitement théorique plus récent par Modinos fait l'hypothèse que la bande de valence du matériau émetteur doit aussi être prise en compte. Cela introduit un deuxième facteur de correction λB pour λR, ce qui donne {\displaystyle A_{\mathrm {G} }=\lambda _{\mathrm {B} }(1-r_{\mathrm {av} })A_{0}}. 
Les valeurs expérimentales du coefficient AG sont généralement du même ordre de grandeur que A0, mais diffèrent sensiblement entre les matériaux émetteurs, ainsi que selon la face cristallographique du même matériau. De façon qualitative, ces différences expérimentales s'expliquent par des valeurs différentes de λR.
Une confusion importante existe dans la littérature à ce sujet car : (1) plusieurs articles ne distinguent pas AG de A0, n'utilisant que A (ou parfois le terme « constante de Richardson ») ; (2) les équations qui ont recours ou non au facteur de correction (λR) reçoivent le même nom ; et (3) différents noms sont donnés à ces équations, dont « équation de Richardson », « équation de Dushman », « équation de Richardson-Dushman » et « équation de Richardson-Laue-Dushman ».

## Effet Edison

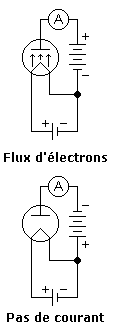
L'effet Edison dans une diode à vide. Celle-ci est connectée de deux façons : en direct, les électrons circulent ; en inverse, il n'y a aucun flux. Les flèches représentent la circulation d'électrons dans le vide.

L'effet est redécouvert accidentellement en 1883 par Thomas Edison, alors qu'il essaie d'expliquer la rupture du filament et le noircissement du verre des lampes incandescentes. Edison construit une ampoule dont la surface interne est recouverte d'une feuille d'étain. Quand il connecte la feuille au filament au travers d'un galvanomètre, en appliquant une tension négative à la feuille par rapport au filament, rien ne se passe. Mais, quand il augmente la tension de la feuille de manière à atteindre une tension positive par rapport au filament, une petite circulation de courant est indiquée par le galvanomètre : des électrons sont émis par le filament chaud et attirés par la feuille, fermant ainsi le circuit. Cette unidirectionalité du courant est appelée effet Edison (ce terme est parfois utilisé comme référence à l'effet thermoionique lui-même). Bien qu'Edison ne voie pas d'application pour cet effet, il le brevette en 1883 et ne l'étudiera plus.

## Diode à vide
Le physicien anglais John Ambrose Fleming, alors qu'il travaille pour la société Wireless Telegraphy, découvre que l'effet Edison peut être utilisé pour la détection des ondes radios. Fleming développe un tube électronique à deux éléments connu sous le nom de diode à vide, qu'il brevette le 16 novembre 1904. La diode thermoïonique peut aussi être configurée comme un convertisseur entre différence de chaleur et énergie électrique sans pièce mobile.

## Émission Schottky
L'effet Schottky ou « amplification par effet de champ de l'émission thermoïonique » est une amplification de l'émission thermoïonique dans des dispositifs émetteurs d'électrons (canon à électrons par exemple). Cette émission d'électron provoque une différence de potentiel locale négative sur la zone d'émission, créant un champ électrique qui va abaisser la barrière de potentiel à l'émission d'électrons.